# Макс Берґ
Макс Пауль Едуард Берґ (нім. Max Paul Eduard Berg, 17 квітня 1870, Щецин — 22 січня 1947, Баден-Баден) — німецький архітектор, урядник. Найбільше відомий як автор проєкту «Зали століття» у Вроцлаві.

## З життєпису
Народжений 17 квітня 1870 року в Щецині (нім. Stettin) у родині вчителя молодшої школи Ніколауса Едуарда Генріха Берґа та його дружини Емілі Луїзи Терезіс (з дому Радельофф). Після закінчення середньої школи в Щецині в 1889—1893 роках навчався в Королівській вищій технічній школі в Шарлоттенбурзі (нині Берлінський технічний університет). У 1893—1895 роках проходив військову службу в Щецині. 1898 року склав іспити на урядового будівничого. 1899 року працював у Щецині в міському будівельному управлінні, а згодом став інспектором будівництва у Франкфурті-на-Майні. 1908 року поїхав до Англії, а в грудні того року міська рада Вроцлава (нім. Breslau) запропонувала йому посаду міського радника з будівництва на 12 років, яку він обійняв 1 квітня 1909 року.
Незважаючи на певні непорозуміння, 1921 року контракт Берґа продовжили на 12 років. Виникали нові конфлікти, зокрема він брав участь в організації урбаністичного конкурсу розвитку міста, був у його журі. Коли виявилося, що решта присяжних проголосувала не за його смаком, Берґ не став підписувати рішення. Результат конкурсу все одно прийняли, але поведінку урядника визнали скандальною. Внаслідок конфлікту з міською радою архітектор спочатку вийшов із членства в СДП, а 30 січня 1925 року залишив посаду. Як незамінному чиновнику йому виплачували повне утримання, до виходу на пенсію 1933 року.
Покинувши Вроцлав, архітектор оселився в Берліні. Відмовився вступити в нацистську партію, а після початку Другої світової війни переїхав до Баден-Бадена. Під час війни надсилав звернення до райхсміністра Мартіна Бормана з проханням врятувати архітектурні пам'ятки Риму від знищення — місто зрештою оголосили «відкритим» і позбавили від бомбардувань. Берґ присвятив себе журналістиці, теософії та вивченню християнської містики.
Помер у Баден-Бадені 22 січня 1947 року.

### З доробку
У Вроцлаві
- Зала століття (1911—1913),
- колишня міська лазня (1912),
- міський шпиталь для немовлят (1910—1911),
- північна та південна гідроелектростанції на Одрі,
- каплиця на Особовицькому цвинтарі (Особовиці),
- фасад середньої школи № 4 на вул. Свістацького,
- будинок біля рову на розі вул. Подвале та Коллонтая,
- довоєнна молоковідправна станція (нині в оновленому приміщенні діє Cafe Berg).